# Olivier Seigneur
Pour les articles homonymes, voir Seigneur (homonymie).
Olivier Seigneur, né en juin 1956 à Paris, est un auteur français de roman policier et de littérature d'enfance et de jeunesse. Il a également signé Taiping Shangdi une série historique se déroulant dans la Chine des Qing.

## Biographie
Il fait des études en droit, mais au lieu de devenir juriste, il devient rédacteur en chef d’une revue de l’administration française. 
Son premier roman policier, Des lapins et des hommes, remporte le Prix du roman policier de Cognac 1994. Après quelques romans policiers humoristiques, il se lance dans le roman policier historique avec une première série se déroulant à la cour versaillaise de Louis XIV où les enquêtes criminelles prises en charge par Alexandre Bontemps, premier valet de chambre de Louis XIV, sont autant de prétextes à une description d'un monde en déclin.  
Les voyages, dont Olivier Seigneur est un grand amateur, exercent également une influence sur son œuvre policière avec des récits exotiques, dont La Concubine ensevelie (1999), qui évoque les derniers jours de l'ancien Palais d'été de Pékin détruit en 1860 par les soldats franco-britanniques, ou encore L’Ombre du parasol d’or (2004), qui se déroule dans l'ancienne cité d'Angkor.  
Passionné par la Chine, l'auteur adopte le pseudonyme de Taiping Shangdi (une traduction libre de son propre nom) pour faire paraître une série ayant pour cadre la Chine au tournant des XIXe siècle et XXe siècle. Fort bien documentées, ces histoires policières se déroulent au cœur de la Cité interdite et racontent les exploits de Sourcil de Paon, une jeune et naïve dame de cour, qui parvient, en dépit de nombreuses difficultés et de la tyrannie de la vieille impératrice Tseu Hi, à démêler de sombres intrigues de palais. La série rappelle par la complexité de ses récits aux innombrables personnages, les romans policiers de la Chine ancienne et, bien entendu, les romans du célèbre Juge Ti de Robert Van Gulik.
Olivier Seigneur a également publié plusieurs romans de littérature d’enfance et de jeunesse.

## Œuvre (sélection)

### Romans

#### Une enquête de La Reynie
- La Marquise des poisons, Paris, Plon, 2018 ; réédition, Paris, 10/18, coll. « Grands Détectives » no 5438, 2019

#### SérieLa Cour de Louis XIV
- Les Dieux outragés, Paris, Édition du Masque, coll. « Labyrinthes » no 39, 1998
- Le Vestibule du crime, Paris, Édition du Masque, coll. « Labyrinthes » no 51, 1999
- La Licorne assassinée, Paris, Édition du Masque, coll. « Labyrinthes » no 61, 1999
- Le Sang du Trianon, Paris, Édition du Masque, coll. « Labyrinthes » no 78, 2000
- La Religieuse de l’obscurité, Paris, Édition du Masque, 2000 ; réédition, Paris, J’ai lu no 6166, 2002

#### SérieLéonard, coiffeur de Marie-Antoinette
- L’Anneau de la reine, Paris, Flammarion, 2011
- Le Diable de Trianon, Paris, Flammarion, 2013

#### SérieSourcil de Paon, dame de coursignée Taiping Shangdi
- La Sonate interdite, Paris, Librairie des Champs-Élysées, coll. « Labyrinthes » no 14, 1997
- La Noyée du palais d’été, Paris, Librairie des Champs-Élysées, coll. « Labyrinthes » no 21, 1997
- Le Prisonnier de l’océan, Paris, Librairie des Champs-Élysées, coll. « Labyrinthes » no 27, 1998
- Le Puits de la morte, Paris, Librairie des Champs-Élysées, coll. « Labyrinthes » no 34, 1998
- Le Singe empoisonné, Paris, Librairie des Champs-Élysées, coll. « Labyrinthes » no 41, 1998
- Les Soieries de l’effroi, Paris, Éditions du Masque, coll. « Labyrinthes » no 47, 1999
- Les Pierres de la douleur, Paris, Éditions du Masque, coll. « Labyrinthes » no 55, 1999
- Le Chrysanthème de longévité, Paris, Éditions du Masque, coll. « Labyrinthes » no 64, 1999
- La Dent du cheval marin, Paris, Éditions du Masque, coll. « Labyrinthes » no 73, 2000
- Le Palais de la splendeur pourpre, Paris, Éditions du Masque, coll. « Labyrinthes » no 90, 2001
- La Déchirure du papier huilé, Paris, Éditions du Masque, coll. « Labyrinthes » no 121, 2004
- La Porcelaine oubliée, Paris, Éditions du Masque, coll. « Labyrinthes » no 167, 2008
- Le Cheval parti en fumée, Paris, Éditions du Masque, coll. « Masque Poche » no 7, 2012

#### Autres romans
- Des lapins et des hommes, Paris, Librairie des Champs-Élysées, coll. « Le Masque » no 2180, 1994
- Les ferrets sont éternels, Paris, Librairie des Champs-Élysées, Le Masque no 2273, 1996
- Zapping mortel, Paris, Librairie des Champs-Élysées, Le Masque no 965, 1997
- La Concubine ensevelie, Paris, Édition du Masque, coll. « Grands Formats », 1999
- « Le Fils de l’homme » (nouvelle), Noël noirs, Paris, Le Masque, 2000
- La Vierge du soleil, Paris, Édition du Masque, coll. « Labyrinthes » no 86, 2001
- Le Cinquième Roi de bronze, Paris, Édition du Masque, coll. « Grands Formats », 2002
- Dans l’ombre, les dragons de pierre, Paris, coll. « Flammarion noir », 2003
- L’Ombre du parasol d’or, Paris, Belfond, 2004
- Un Prince de sang. La Pompadour mène l’enquête, Paris, Marabout, 2016

#### Romans de littérature d’enfance et de jeunesse
- Ba Jing le panda, Paris, Hachette, Le Livre de poche coll. « Carnet de bord » no 6300, 1989
- Auguste le manchot, Paris, Hachette, Le Livre de poche coll. « Carnet de bord » no 6303, 1989
- Kongo l’éléphant, Paris, Hachette, Le Livre de poche coll. « Carnet de bord » no 6305, 1989
- Gauthier le Gorille, Paris, Hachette, Le Livre de poche coll. « Carnet de bord » no 6308, 1990
- Pamela l’écureuil, Paris, Hachette, Le Livre de poche coll. « Carnet de bord » no 6316, 1990
- Le président de la République a faim, Paris, Hachette jeunesse, Le Livre de poche coll. « Copain » no 6064, 1989
- Le Noël du président de la République, Paris, Hachette jeunesse, Le Livre de poche coll. « Copain » no 6083, 1990
- Le président de la République veut prendre un bain, Paris, Hachette jeunesse, Le Livre de poche coll. « Copain » no 6085, 1991
- Le président de la République part en croisière, Paris, Hachette jeunesse, Le Livre de poche coll. « Copain » no 6096, 1992
- Bal catastrophe chez Cendrillon, Paris, Hachette jeunesse, Le Livre de poche jeunesse no 611, 1997
- Les Aventures du président de la République, Paris, Hachette jeunesse, Le Livre de poche jeunesse no 773, 2002

#### Autres publications de littérature d’enfance et de jeunesse
- Les Monstres font la fête, sous le nom de Frédéric Lord, Paris, Gautier-Languereau, 1993
- Timothée et le dragon chinois, sous le nom de Frédéric Shangdi, Paris, Hatier, 1995
- Aramon le sanglier, sous le nom de Joseph Pujol, Paris, Hachette, 1998
- La Machine à remonter le temps, sous le nom d’Edgar Seigneur, Paris, Gautier-Languereau, 2002

### Divers
- Les Systèmes électoraux,  sous le nom de Frédéric Saint-Girons, Hachette, 1995
- Les Monarchies européennes, sous le nom de Frédéric Saint-Girons, Hachette, 1998
- 1904-1905. Voyages du Baron Maurice de Rothschild en Afrique orientale, tirage limité, Paris, 2004
- Gitana. 100 ans de passion Rothschild, (en collaboration), Paris, Gitana SA, Hachette-Le Chêne, 2007
- Le Secret de l’homme en rouge, parcours-énigme, application interactive, (en collaboration), "Énigmes à Versailles", Château de Versailles, 2017

## Prix et distinctions
- Prix du roman policier de Cognac 1994 décerné à Des lapins et des hommes